# 4e division (Reichswehr)
Pour les articles homonymes, voir 4e division.

La 4e division (en allemand : 4. Division) est une des divisions d'infanterie de la Reichswehr de la République de Weimar dans la période entre-deux-guerres, dissoute en octobre 1934.

## Création
Suivant l'ordonnance du 31 juillet 1920, au sujet de l'organisation de l'armée allemande (pour se conformer au traité de Versailles), il a été convenu que dans tous les Wehrkreis une division sera établi le 1er octobre 1920.
 
La 4e division est créée en janvier 1921 à partir des Reichswehr-Brigaden 12, 16 et 19, faisant tous partie de l'ancienne Übergangsheer (Armée de transition).
La division se compose de :
- 3 régiments d'infanterie,
- un régiment d'artillerie,
- un bataillon du génie,
- un bataillon des transmissions,
- un bataillon de transport
- un bataillon médical.

La division cesse d'exister fin octobre 1934 ses unités ont été transférés à l'une des 21 divisions nouvellement créé cette année-là.

## Commandants
Le commandant du Wehrkreis IV (Wehrkreiskommando) était en même temps le commandant de la 4e division.
| Grade                  | Nom                           | Début             | Fin               |
| ---------------------- | ----------------------------- | ----------------- | ----------------- |
| General der Infanterie | Paulus von Stolzmann (de)     | 1er octobre 1920  | 16 juin 1921      |
| Generalleutnant        | Alfred Müller (de)            | 16 juin 1921      | 29 octobre 1925   |
| General der Infanterie | Richard von Pawelsz           | 29 octobre 1925   | 1er juin 1926     |
| General der Infanterie | Erich Wöllwarth (de)          | 1er juin 1926     | 1er janvier 1929  |
| General der Infanterie | Edwin von Stülpnagel (de)     | 1er janvier 1929  | 1er novembre 1931 |
| Generalleutnant        | Curt Ludwig von Gienanth (de) | 1er novembre 1931 | 30 septembre 1933 |

## Garnisons
L'état-major de la division était basé à Dresde.

## Organisation

### Subordination
La 3e division est rattachée au Gruppenkommando 1 / Wehrkreiskommando IV

### Ordre de bataille
- Infanterieführer IV
  - 10.(Sächsisches) Infanterie-Regiment
  - 11.(Sächsisches) Infanterie-Regiment
  - 12.Infanterie-Regiment
- Artillerieführer IV
  - 4.Artillerie-Regiment
- Pionier-Bataillon 4
- Nachrichten-Bataillon 4
- Kraftfahr-Abteilung 4
- Sanitäts-Abteilung 4

## Annexe